# Chapelle romane de Vieuxville
La chapelle romane de Vieuxville appelée aussi chapelle Saints-Pierre-et-Paul ou chapelle Saint-Pierre de Vieuxville est un édifice classé du XIe ou XIIe siècle situé à Vieuxville dans la commune belge de Ferrières en province de Liège. Cette chapelle est le chœur de l'ancienne église de Vieuxville détruite en 1893.

## Historique
L'église romane de Vieuxville comptait avec les églises des localités voisines de Tohogne et de Xhignesse parmi les constructions romanes les plus remarquables de la région. Malheureusement, une bonne partie de cette église datant des environs de l'an 1100 fut démolie en 1893. Seul le chœur en meilleur état fut épargné. Il se trouve dans l'enceinte du cimetière de Vieuxville à une centaine de mètres de la nouvelle église et remplit désormais la fonction de chapelle du cimetière.

## Description
Depuis 1893, il ne subsiste plus de l'édifice initial que le chœur composé d’un presbyterium carré voûté d’arêtes et d’une abside semi-circulaire voûtée en cul-de-four. Ces deux parties sont décorées par des arcatures lombardes. On remarque la réutilisation d'un tympan d'origine comme linteau de la porte d'entrée actuelle.
L'intérieur du chœur est décoré par de superbes peintures murales datant approximativement de l'an 1500.
La chapelle est reprise depuis le 27 mai 2009 sur la liste du patrimoine exceptionnel de la Région wallonne.

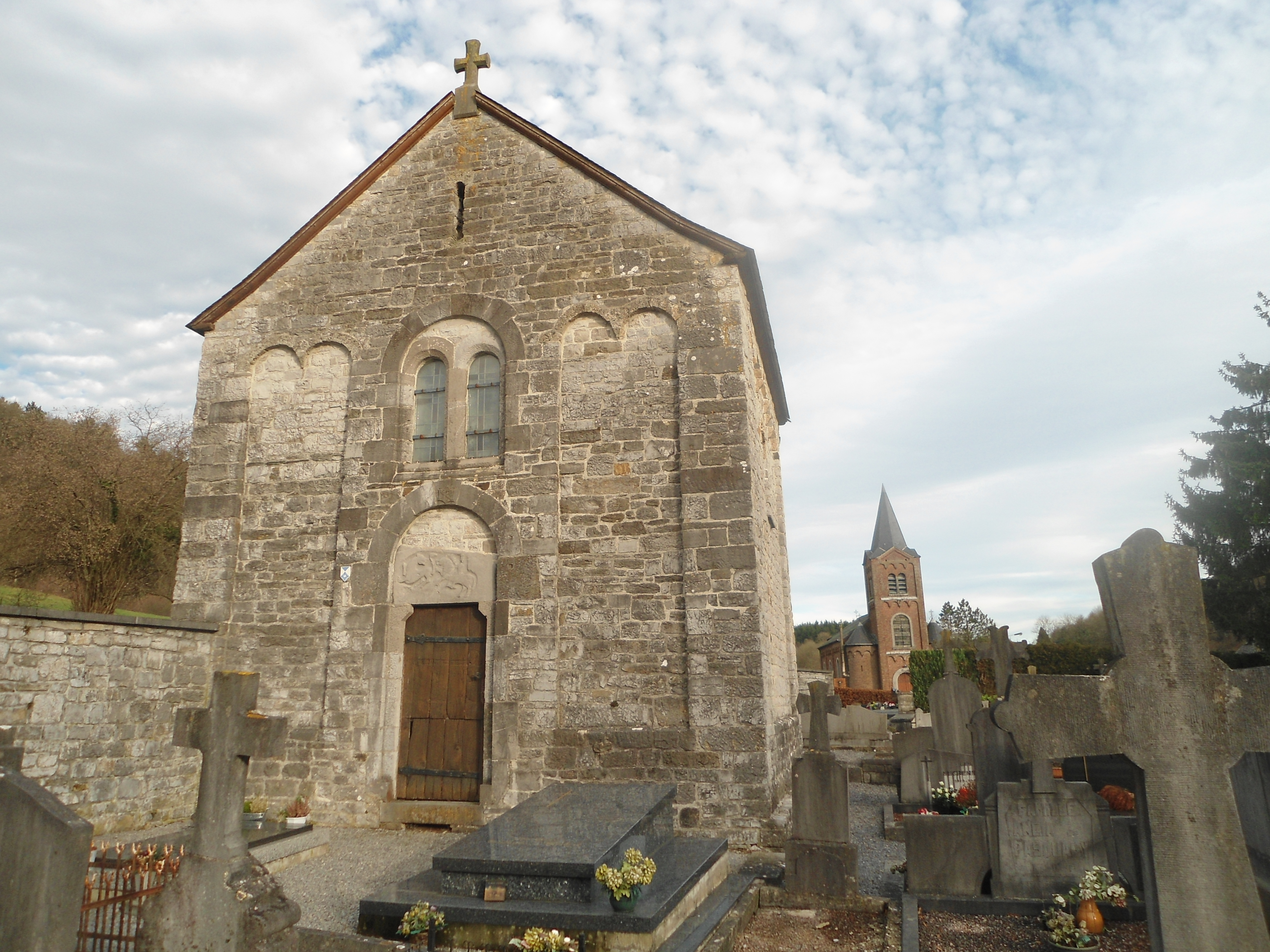
Chapelle romane de Vieuxville et église actuelle
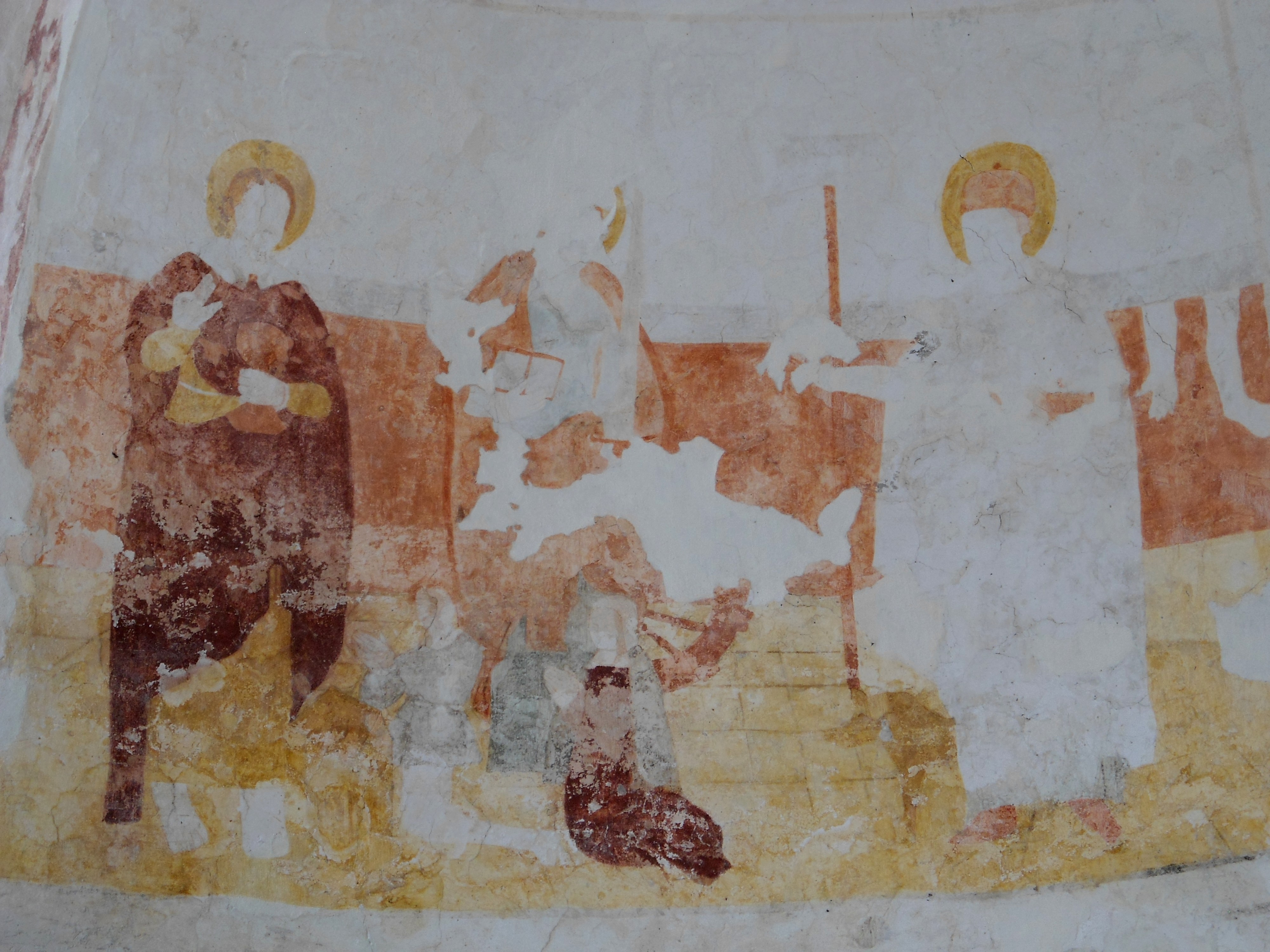
Chapelle romane de Vieuxville : peinture murale

## Source et lien externe
- Description détaillée de la Chapelle romane Saint-Pierre de Vieuxville